# Volker Krawczak
Volker Krawczak (Bochum, Njemačka, 5. listopada 1962.) njemački je heavy metal-basist. Najpoznatiji je kao basist sastava gitarista Axela Rudija Pella. Pridružio se sastavu 1989. te se pojavio na svim albumima. Također je s Pellom bio član sastava Steeler.

## Diakografija
Axel Rudi Pell
- Wild Obsession (1989.)
- Nasty Reputation (1991.)
- Eternal Prisoner (1992.)
- Between the Walls (1994.)
- Black Moon Pyramid (1996.)
- Magic (1997.)
- Oceans of Time (1998.)
- The Masquerade Ball (2000.)
- Shadow Zone (2002.)
- Kings and Queens (2004.)
- Mystica (2006.)
- Diamonds Unlocked (2007.)
- Tales of the Crown (2008.)
- The Crest (2010.)
- Circle of the Oath (2012.)
- Into the Storm (2014.)
- Game of Sins (2016.)
- Knights Call (2018.)
- Sign of the Times (2020.)
- Diamonds Unlocked II (2021.)
- Lost XXIII (2022.)